# Eldorado National Forest

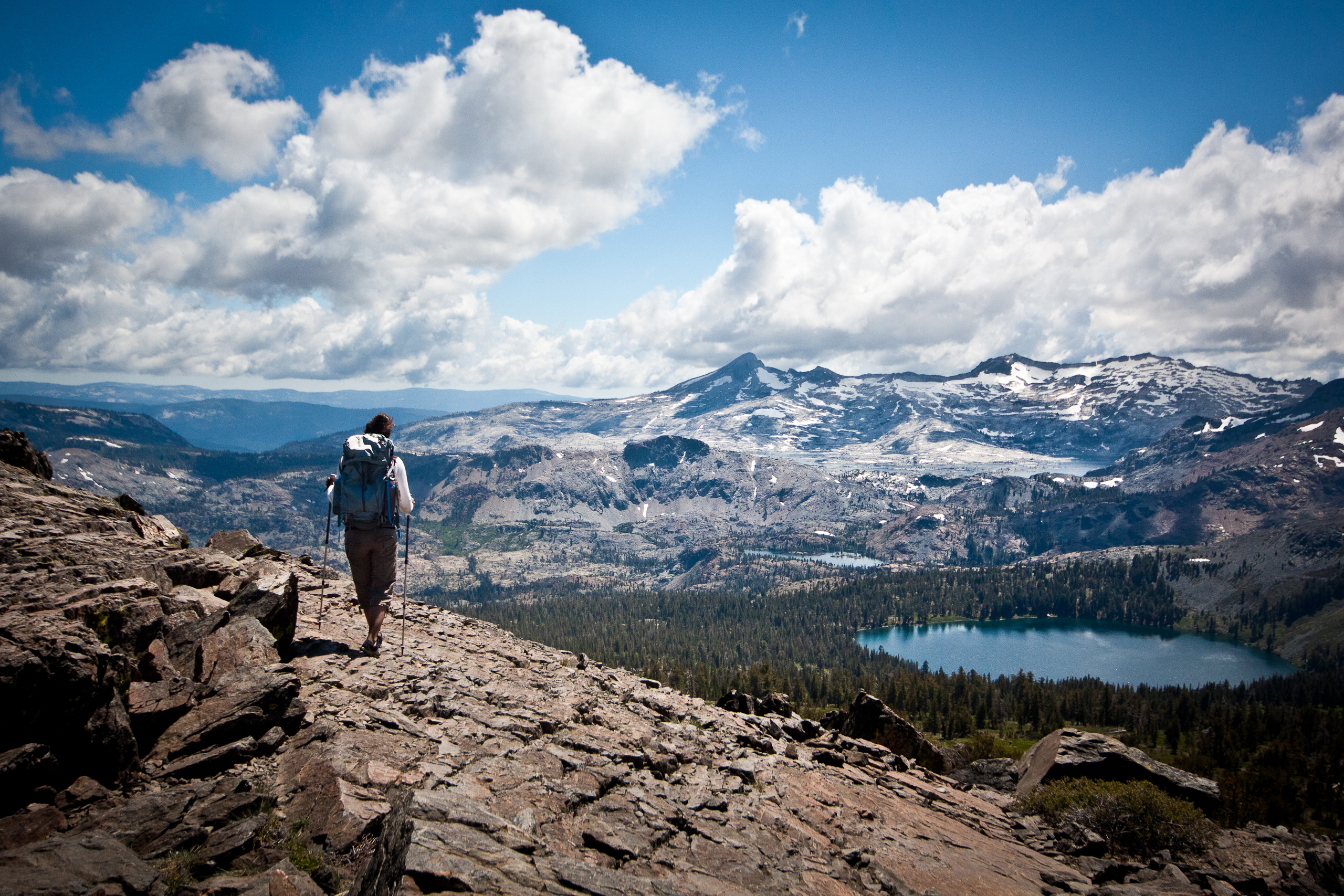
Een wandelaar in de Desolation Wilderness in het Eldorado National Forest.

Het Eldorado National Forest is een bosgebied in het gebergte Sierra Nevada in de Amerikaanse staat Californië, dat als National Forest onder het beheer van de United States Forest Service valt. Het 2.414,86 km² grote bosreservaat ligt voor bijna 73% in El Dorado County. Verder reikt het Eldorado National Forest tot in de county's Amador, Alpine en Placer, en zelfs een klein stukje tot in Douglas County in Nevada. Het reservaat grenst aan het Tahoe National Forest in het noorden, de Lake Tahoe Basin Management Unit in het oosten, het Humboldt-Toiyabe National Forest in het zuidoosten en het Stanislaus National Forest in het zuiden.
Het gebied ontvangt elk jaar meer dan 2,1 miljoen bezoekers. Er zijn meer dan 80 kampeerterreinen en picknickplaatsen en verschillende meren en stuwmeren, waar aan watersporten kan gedaan worden. Er zijn twee wildernisgebieden in het Eldorado National Forest: Desolation Wilderness (dat tot in de Lake Tahoe Basin Management Area reikt) en Mokelumne Wilderness (dat ook in Stanislaus en Humboldt-Toiyabe ligt).
Het lokale hoofdkwartier van de Forest Service bevindt zich in Placerville. Daarnaast zijn er vier rangerdistricten.